# Europese kampioenschappen judo 2000
De Europese kampioenschappen judo 2000 waren de veertiende editie van de Europese kampioenschappen judo en werden gehouden in de Jahrhunderthalle in Wrocław, Polen, op zaterdag 20 mei en zondag 21 mei 2000. 

## Resultaten

### Mannen
| Gewichtsklasse | Goud                 | Zilver           | Brons                               |
| -------------- | -------------------- | ---------------- | ----------------------------------- |
| – 60 kg        | Elchin Ismaylov      | Eric Despezelle  | Cédric Taymans Nestor Khergiani     |
| – 66 kg        | Patrick van Kalken   | József Csák      | Girolamo Giovinazzo Georgi Georgiev |
| – 73 kg        | Michel Almeida       | Vitali Makarov   | Ferrid Kheder Giorgi Revazishvili   |
| – 81 kg        | Sergei Aschwanden    | Ricardo Echarte  | Aleksei Budõlin Robert Krawczyk     |
| – 90 kg        | Adrian Croitoru      | Mark Huizinga    | Ruslan Mashurenko Rasul Salimov     |
| – 100 kg       | Youri Stepkine       | Daniel Gürschner | Franz Birkfellner Iveri Jikurauli   |
| + 100 kg       | Dennis van der Geest | Tamerlan Tmenov  | Frank Möller Ernesto Pérez          |
| Open           | Aythami Ruano        | Selim Tataroğlu  | Frank Möller Aleksi Davitashvili    |

### Vrouwen
| Gewichtsklasse | Goud              | Zilver               | Brons                                 |
| -------------- | ----------------- | -------------------- | ------------------------------------- |
| – 48 kg        | Laura Moise       | Lioubov Brouletova   | Julia Matijass Sarah Nichilo-Rosso    |
| – 52 kg        | Laëtitia Tignola  | Georgina Singleton   | Deborah Gravenstijn Ioana Maria Aluaş |
| – 57 kg        | Barbara Harel     | Pernilla Andersson   | Jessica Gal Michaela Vernerová        |
| – 63 kg        | Gella Vandecaveye | Séverine Vandenhende | Anna Saraeva Sara Álvarez             |
| – 70 kg        | Úrsula Martín     | Kate Howey           | Ulla Werbrouck Ylenia Scapin          |
| – 78 kg        | Céline Lebrun     | Chloe Cowen          | Uta Kühnen Anastasiya Matrosova       |
| + 78 kg        | Karina Bryant     | Irina Rodina         | Johanna Hagn Christine Cicot          |
| Open           | Katja Gerber      | Lucia Morico         | Tea Donguzashvili Tsvetana Bozhilova  |

## Medaillespiegel
| Plaats | Land                | Goud | Zilver | Brons | Totaal |
| 1      | Frankrijk           | 3    | 2      | 3     | 8      |
| 2      | Nederland           | 2    | 1      | 2     | 5      |
| 2      | Spanje              | 2    | 1      | 2     | 5      |
| 4      | Roemenië            | 2    | 0      | 1     | 3      |
| 5      | Rusland             | 1    | 4      | 2     | 7      |
| 6      | Verenigd Koninkrijk | 1    | 3      | 0     | 4      |
| 7      | Duitsland           | 1    | 1      | 5     | 6      |
| 8      | België              | 1    | 0      | 2     | 3      |
| 9      | Azerbeidzjan        | 1    | 0      | 1     | 1      |
| 10     | Portugal            | 1    | 0      | 0     | 1      |
| 10     | Zwitserland         | 1    | 0      | 0     | 1      |
| 12     | Italië              | 0    | 1      | 2     | 3      |
| 13     | Hongarije           | 0    | 1      | 0     | 1      |
| 13     | Zweden              | 0    | 1      | 0     | 1      |
| 13     | Turkije             | 0    | 1      | 0     | 1      |
| 16     | Georgië             | 0    | 0      | 4     | 4      |
| 17     | Bulgarije           | 0    | 0      | 2     | 2      |
| 17     | Oekraïne            | 0    | 0      | 2     | 2      |
| 19     | Oostenrijk          | 0    | 0      | 1     | 1      |
| 19     | Tsjechië            | 0    | 0      | 1     | 1      |
| 19     | Estland             | 0    | 0      | 1     | 1      |
| 19     | Polen               | 0    | 0      | 1     | 1      |
| Totaal | Totaal              | 16   | 16     | 32    | 64     |